# Lothlórien
La Lothlórien ou simplement Lórien est une région boisée imaginée par l'écrivain britannique J. R. R. Tolkien. Elle est décrite surtout dans le premier tome du Seigneur des Anneaux, La Fraternité de l'Anneau.
À la fin du Troisième Âge, elle est l'un des centres de la résistance contre Sauron et un symbole de l'esthétique et de la préservation des Elfes. Elle offre un espace « hors du temps » pour les personnes qui y vivent et ses visiteurs. Avec la Lórien, Tolkien concilie d'une façon neuve les différentes présentations de la distorsion temporelle inhérente au pays des Elfes chez Thomas le Rhymer (XIIIe – XIVe siècles) ou dans La Colline des elfes (Elverhøj) de Friedrich Kuhlau (1828).

## Noms
Le nom Lórien est à l'origine celui de la demeure et des jardins du Vala Irmo en Valinor ; lui-même est plus fréquemment appelé par ce même nom. Le domaine de ce Vala étant les rêves et les visions, cela se reflète dans Lórien, qui signifie peu ou prou « (pays de ?) rêve » en quenya. Loth signifie « fleur » en sindarin, et le nom Lothlórien est donc de forme mixte ; il est traduit par Barbebois en « Fleur de rêve ». Toutefois, Lórien peut également être analysé à la lumière de l'élément laure « or », ce qui, avec le suffixe classique -ien, donnerait « Pays d'Or », et pour Lothlórien « Pays aux fleurs d'or ». Le double sens est probablement désiré.
Le plus ancien nom connu de la Lórien est Lindórinand « Vallée du Pays des Chanteurs », d'origine nandorine : Tolkien explique qu'on y retrouve Lindar, le nom que se donnent à eux-mêmes les Teleri, dont sont issus les Nandor. Après l'introduction des mellyrn dans la forêt, les noms qu'elle reçoit font référence à l'or des feuilles de ces arbres, à commencer par son nouveau nom nandorin, Lórinand « Vallée d'Or », une altération de l'ancien nom Lindórinand, ayant pour équivalent quenya Laurenandë et sindarin Glornan ou Nan Laur. Il en va de même pour Laurelindórinan ou Laurelindórenan « Vallée de l'Or chantant », mentionné dans Le Seigneur des Anneaux à deux reprises : par Barbebois à Merry et Pippin (Livre III, chapitre 4), et par Faramir à Frodo et Sam (Livre IV, chapitre 5). Une note ultérieure de Tolkien explique que ce nom faisait écho à celui de Laurelin, l'un des Deux Arbres du Valinor.
En outre, les Rohirrim, méfiants à l'égard de la magie de Galadriel, appellent la Lórien Dwimordene, soit « Vallée des Illusions » (du vieil anglais dwimor « illusion, apparition, fantôme » et dene « vallée »).

## Histoire
Tôt lors du Premier Âge, un groupe d'Eldar du troisième clan (les Teleri) abandonne la grande marche vers le Valinor pour s'installer à l'est des Monts Brumeux, notamment dans la vallée de l'Anduin, où ils fondent plusieurs royaumes. Ces elfes deviennent les Nandor et plus tard, les Elfes sylvains. Au début du XIIIe siècle du Deuxième Âge, Galadriel entre en contact avec un royaume nandorin, le Lindórinand, et y plante un mallorn, un don de Tar-Aldarion à Gil-galad qui n'avait pu pousser au Lindon. 
La culture et le savoir des Elfes sylvains sont considérablement enrichis par l'arrivée des Sindar de l'ouest des montagnes, et le parler sylvain est graduellement remplacé par le sindarin. Parmi eux arrive Amdír (ou Malgalad, selon les textes), qui devient leur premier seigneur, ainsi que Galadriel et Celeborn, qui franchissent les montagnes après la destruction de l'Eregion par Sauron, en 1695 D.A. Lors de la Dernière Alliance des Elfes et des Hommes. Amdír dirige une armée hors de la forêt, tout comme Oropher conduit les Elfes sylvains de Vertbois le Grand. Trop mal équipés, et réticents à obéir à l'autorité suprême de Gil-galad, les Elfes sylvains sont décimés lors de la bataille de Dagorlad, durant laquelle Amdír et Oropher sont tués.
Avec le retour progressif de Sauron et de l'influence néfaste sur la forêt à l'est de l'Anduin, les Elfes de Vertbois (rebaptisé Forêt de Grand'Peur), dirigés par Thranduil, le fils d'Oropher, se déplacent plus au Nord. Ceux du sud-ouest retournent à l'ouest de l'Anduin.
Menacée par les Orques qui viennent d'envahir la Moria, la Lórien et ses habitants trouvèrent comme dirigeants et protecteurs Celeborn et Galadriel après la disparition de leur roi Amroth, fils d'Amdír, parti à Edhellond rejoindre sa bien-aimée Nimrodel. L'anneau de Galadriel enrichit la terre en préservant la flore et ses habitants du temps et de la mort, créant ainsi une force contre les puissances des ténèbres. Lors de la guerre de l'Anneau, la Lórien est à trois reprises assaillie par des légions venant de Dol Guldur, mais les serviteurs de Sauron sont à chaque fois tenus en échec. La Lothlórien était tellement puissante que seul Sauron en personne devra se présenter aux portes de la forêt pour en prendre possession[réf. souhaitée].
Avant d'atteindre Caras Galadhon, la Communauté passe par Cerin Amroth, un monticule couvert d'arbres que Haldır décrit comme "le cœur de l'ancien royaume tel qu'il était il y a longtemps" et le site "où, dans des jours plus heureux, la haute demeure d'Amroth fut construite." Malgré le pouvoir de Galadriel, la Lothlórien n'est plus ce qu'elle était autrefois.
Après la défaite finale de Sauron, ce sont les Galadhrim qui, avec l'appui des troupes du roi Thranduil, rasent Dol Guldur, mettant un terme définitif à l'influence du Seigneur des Ténèbres dans la région et libérant les bois des ombres et des créatures qu'il y avait répandues. La Forêt de Grand'Peur, rebaptisée Eryn Lasgalen « Bois des Vertes Feuilles », est divisée entre Thranduil au nord, les hommes du Val d'Anduin au centre et les Galadhrim au sud, cette partie de la forêt prenant le nom de « Lórien orientale ». Au moment de la mort de la reine Arwen, petite fille de Celeborn et Galadriel (vers 120 Q.A.), la Lothlórien est déserte.

## Géographie
La Lórien est située à l'est de la Moria, entre les Montagnes de Brume et le fleuve Anduin. Hormis une petite bande de terre boisée au sud, elle est entièrement comprise entre l'Anduin et son affluent, le Celebrant. Cette région est appelée en sindarin le Naith, « angle » ou « fer de lance ». La ville de Caras Galadhon est située dans la partie la plus étroite du Naith, là où le Celebrant se jette dans l'Anduin, appelée Egladil (Sindarin: egol = elfe, till = pointe) ou l'Angle.

## Adaptations et héritages

### Adaptations
Source d'inspiration, la Lórien a été reprise dans d'autres médias.
Dans l'extension Lóríen & les Guildes des Orfèvres Elfes du jeu de rôle des Terres du Milieu, la société de la Lóríen est divisée en plusieurs guildes dont chacune possède une spécialité (comme la cuisson, le tissage, la chasse). La nature cachée de l'endroit est attribuée à l'anneau Nenya et à la pierre Elessar, qui permettent de ralentir les effets du temps. Sa position géographique particulière, à l'est des Monts Brumeux, la protège des tempêtes et les effets environnementaux des mellyrn, qui ne perdent pas leurs feuilles et assurent un abri tout au long de l'année, sont également avancés comme les causes d'une réduction des effets du passage des saisons.
Dans Le Seigneur des Anneaux Online : les Mines de la Moria, la région de la Lorien a été introduite en mars 2008, ce qui permet aux joueurs de visiter Caras Galadhon et ses environs et de compléter les quêtes des elfes.

## Héritages
La nature de la Lórien dans Le Seigneur des anneaux a incité de nombreuses personnes à reprendre ce nom, par exemple :
- une communauté chrétienne du sud de l'Écosse[14] ;
- une retraite néopaganiste de l'Indiana[15] ;
- deux maisons de coopération végétarienne affiliées à l'Association étudiante coopérative de l'université (en) de Berkeley, en Californie ;
- l'école Rudolf Steiner d'Australie, « Lórien Novalis », nommée d'après le poète Novalis et la forêt de la Lórien.

L'artiste irlandaise Enya a composé une chanson nommée Lothlórien pour son album Shepherd Moons, et l'auteur-compositeur-interprète Tori Amos a appelé sa fille Natashya Lórien Hawley.
Le groupe rock Lorien de Nashville tire son nom de la Lothlórien, de même que le groupe de folk celtique néo-zélandais Lothlorien.